# Топонимия Пакистана
Топонимия Пакистана — совокупность географических названий, включающая наименования природных и культурных объектов на территории Пакистана. Структура и состав топонимии обусловлены такими факторами, как состав населения, специфика исторического развития и географическое положение.

## Название страны
Название «Пакистан» буквально означает «земля чистых» на урду и персидском языке, от слова pāk, означающее «чистый» в персидском и пушту. Суффикс ستان (-stān) является персидским словом, означающим место, а также напоминает синонимичное санскритское слово sthāna स्थान.
Название страны было придумано в 1933 году Рахматом Али (в то время — студентом Кембриджа), активистом движения за создание на территории Британской Индии независимого мусульманского государства, который опубликовал брошюру «Сейчас или никогда», где использовал в качестве названия будущего государства акроним без буквы «и» («тридцать миллионов мусульманских братьев, которые живут в ПАКСТАНЕ»), от названий пяти северных регионов Британской Индии: Пенджаб, Афгания, Кашмир, Синд и Белуджистан.При чтении по буквам: П — Пенджаб, А — Афгания, К— Кашмир,С— Синд и ТАН — последние три буквы из названия «Белуджистан». Поскольку язык урду, на основе которого образовано название, пользуется арабской графикой, в которой краткие гласные на письме не отображаются, краткий гласный «и», имеющийся в названии «Пакистан», в приведённой аббревиатуре не отражён. Впоследствии, по совету некого доктора Хана, название «Пакстан» было заменено на более благозвучное «Пакистан». Получившееся название «Пакистан» имеет также и другую интерпретацию: если рассматривать его как словосложение, на базе того же языка урду пак означает «чистый, ясный, незапятнанный, безупречный,
добродетельный», а стан — «страна», то есть «страна чистых людей» под которыми, очевидно, подразумеваются мусульмане.
При разделе Британской Индии в 1947 году по плану Маунтбеттена было создано два государства — Индия и Пакистан, причём территория последнего состояла из двух частей, территориально отстоящих друг от друга на 1600 километров — Западный и Восточный Пакистан, который в 1971 году стал независимым государством Бангладеш, название «Пакистан» осталось только за западной частью государства.
Современное официальное название страны — «Исламская Республика Пакистан» (урду اسلامی جمہوریہ پاکِستان‎ Ислами́ Джумхури́я Пакиста́н).

## Структура и состав топонимии
Топонимическая система Пакистана, как и Южной Азии в целом, относится к числу относится самых сложных на планете и одновременно наименее изученных. Многие местные топонимы, особенно древние (главным образом гидронимы) восходят к древнеиндийскому языку — санскриту. На основе санскрита сформировались многие современные языки Южной Азии (хинди, бенгальский, пенджабский, урду и другие). С этими языками связаны более поздние по возрасту топонимы, например, в ойконимии страны имеется множество городов с формантом -пур — «город»:Аминпур, Бахавалпур, Джалалпур, Дипалпур, Мирпур, Раджанпур, Рисалпур, Хайрпур, Ханпур, Харипур, Хасилпур, Шикарпур.
Что касается ойконимов крупнейших городов страны, город Карачи был основан в 1729 году как поселение Кулачи, чьё название восходит к этнониму белуджского племени. Топонимическая легенда гласит, что новое поселение было названо в честь рыбачки Май Колачи, чей сын убил крокодила-людоеда в деревне после того, как крокодил погубил его старших братьев. Ойконим Гуджранвала означает «обитель гуджаров» от этнонима племени, обитавшего в северном Пенджабе. В отношении ойконима Лахор существует несколько версий его этимологии. Одна теория предполагает, что название является искажением слова Ravāwar, поскольку сдвиги от R к L распространены в языках, происходящих из санскрита. Ravāwar- это упрощенное произношение названия Iravatyāwar, которое, возможно, относится к реке Рави, известной в Ведах как Иравати. Другая теория предполагает, что название города может происходить от слова Lohar, что означает «кузнец». Существует также индусская легенда, согласно которой название «Лахор» происходит от Lavpurили Lavapuri («Город Лавы»), от имени легендарного основателя города, персонажа «Рамаяны», принца Лавы, сына Ситы и Рамы. Ойконим «Пешавар» происходит от
санскритского PuruSa-Puram, где «пуруша» означает «служащий», а «пурам» — «город», то есть «служебный город», что, по-видимому, указывает на «служебную» роль города — охрану подступов к Хайберскому проходу. Город Равалпинди был заложен на месте древнего города
Фатхпур, название которого означало «город победы» (на урду «фатх» — «победа», «пур»- «город»). Новый город получил название по имени вождя местного племени Равал-хана Равалпинди, где «Равал» — личное имя, «пинд» — «деревня, селение».
В гидронимии — русскоязычное название «Инд» происходит от названий на хинди и урду «Синдх» (хинди सिन्धु नदी, урду دریائے سندھ‎). Река Арабис (Хуб) упомянута ещё Александром Македонским под этим названием, которое выводится из этнонима обитавших в этом регионе племени арабиев. Река Гумаль, согласно словарю географических названий зарубежных стран имеет русскоязычное название Гомаль, упоминается ещё в «Рамаяне» под названием Гомати. Крупнейший приток Инда — Сатледж упоминается в «Ригведе» как «Сиутудри», на современных хинди и урду именуется «Сатладж» или «Сатлудж» (урду ستلج‎ Сатладж, хинди सतलुज Сатлудж), русскоязычная версия названия — Сатледж.